# Liptena sankuru
Liptena sankuru är en fjärilsart som beskrevs av Henry Stempffer 1974. Liptena sankuru ingår i släktet Liptena och familjen juvelvingar. Inga underarter finns listade i Catalogue of Life.